# Helsingholmen
Helsingholmen est une île de l'archipel finlandais à Kimitoön en Finlande.

## Géographie
Helsingholmen s'étend sur 42 hectares,.
Helsingholmen est habitée depuis les années 1770.
Helsingholmen abrite un petit port avec un kiosque et plusieurs sentiers de randonnée.
Helsingholmen est principalement couverte de forêts avec une prairie au centre de l'île
Il y a deux plages de sable au cap oriental de l'île.
Le traversier M/S Stella dessert l'île à la demande.

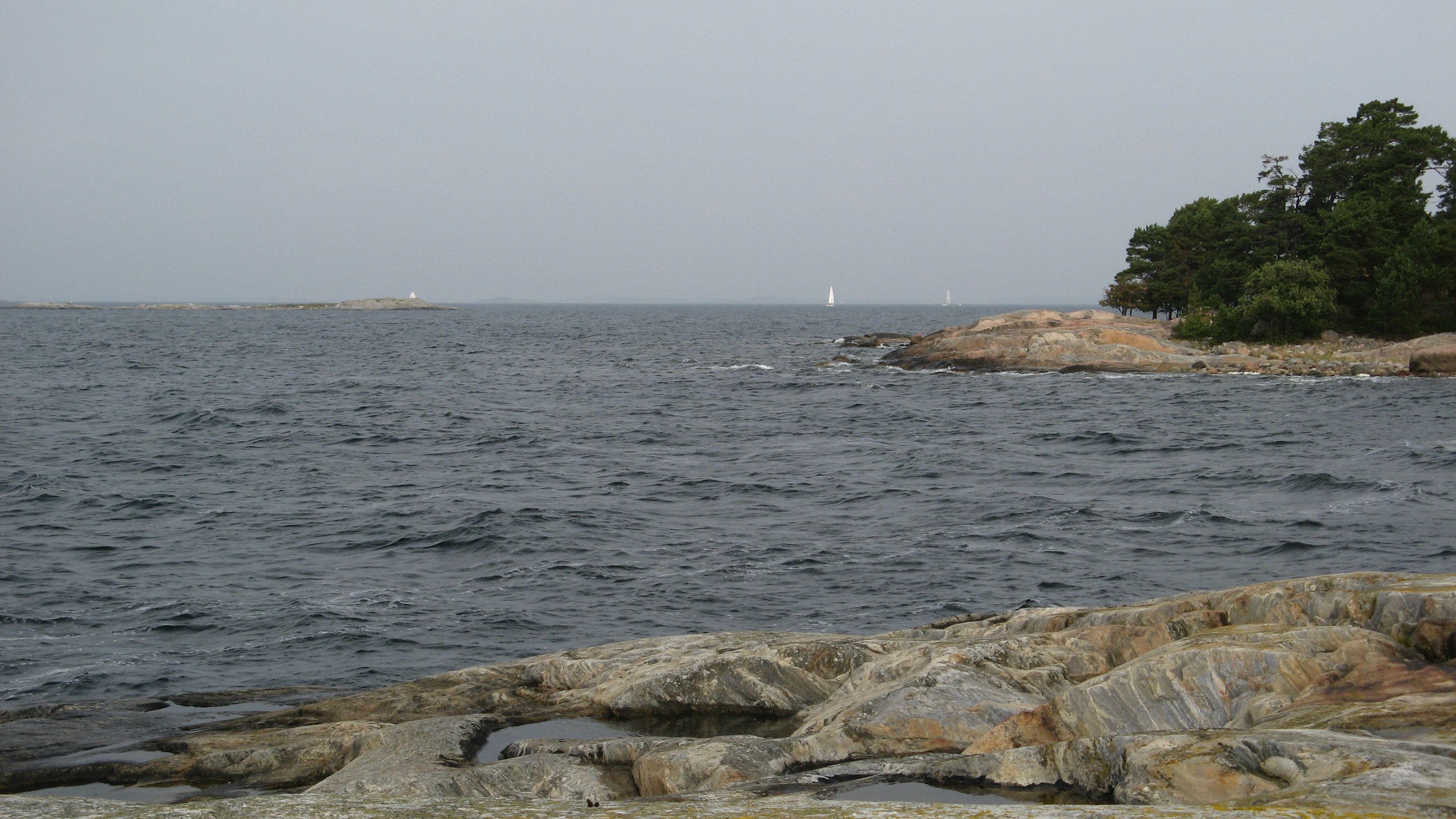
Côte de Helsingholmen.